# Trichomachimus inundatus
Trichomachimus inundatus là một loài ruồi trong họ Asilidae. Trichomachimus inundatus được Lehr miêu tả năm 1989. Loài này phân bố ở vùng Cổ Bắc giới.